# Долгое прощание (фильм, 1973)
«Долгое прощание» (англ. The Long Goodbye) — американский кинофильм, постнуар, Роберта Олтмена, снятый в 1973 году по мотивам одноимённого романа Рэймонда Чандлера (1953).
Одноимённую джазовую мелодию, которая на протяжении фильма то и дело всплывает в различных аранжировках, написали Джон Уильямс и Джонни Мерсер.

## Сюжет
Частный детектив из Лос-Анджелеса, Филипп Марлоу, проснувшись среди ночи в своей холостяцкой квартире под крышей многоквартирного дома, отправляется в магазин за кошачьим кормом. По дороге он сталкивается со старым приятелем, Терри Ленноксом, который за хорошее вознаграждение просит подвезти его до мексиканской границы. Вернувшись из поездки к себе домой утром, Марлоу оказывается под арестом по обвинению в причастности к убийству жены Леннокса. Через три дня его выпускают на свободу: Леннокс покончил с собой в Мексике, и дело об убийстве его жены было закрыто. Хорошо зная Терри, детектив отказывается поверить в самоубийство друга.

## В ролях
| Актёр             | Роль                                       |
| ----------------- | ------------------------------------------ |
| Эллиотт Гулд      | Филип Марлоу                               |
| Нина Ван Палландт | Эйлин Уэйд                                 |
| Стерлинг Хэйден   | Роджер Уэйд                                |
| Марк Райделл      | Марти Огастин                              |
| Генри Гибсон      | доктор Верринджер                          |
| Дэвид Аркин       | Гарри                                      |
| Джим Боутон       | Терри Леннокс                              |
| Кен Сэнсом        | охранник в колонии (впервые на киноэкране) |
| Дэвид Кэррадайн   | Сократ (в титрах не указан)                |

В качестве одного из подручных Огастина в кадре появляется Арнольд Шварценеггер, в титрах он не указан.

## Работа над фильмом
Изначально при создании фильма продюсеры взяли за образец классическую экранизацию чандлеровского романа «Глубокий сон» c Хамфри Богартом в главной роли, поставленную в 1946 году Говардом Хоуксом по сценарию Ли Брэкетт. Именно ей был заказан сценарий «Долгого прощания» с условием, что действие будет перенесено в современную Америку. В кресле режиссёра продюсеры видели Хоукса, а в главной роли — ветеранов Ли Марвина или Роберта Митчема.
Когда Хоукс отказался выступить в качестве режиссёра, продюсеры отослали сценарий модному в то время Питеру Богдановичу, который передал его Роберту Олтмену. Тот согласился взяться за постановку при условии, что Марлоу сыграет Эллиотт Гулд, с которым они вместе работали над культовой комедией «Военно-полевой госпиталь» (1971). Однако этот актёр после нервного срыва и развода с Барброй Стрейзанд уже два года как нигде не снимался. Он был утверждён на главную роль только после прохождения обследования у психиатра.
На роль Терри Леннокса был взят известный бейсболист Джим Боутон. 
В роли Эйлин выступила датская певица из дуэта Nina & Frederik. 
Стерлинг Хейден, известный главными ролями в классических нуарах «Асфальтовые джунгли» и «Убийство», должен был сыграть писателя Роджера Уэйда; из-за пристрастия к алкоголю и наркотической зависимости Стерлинг не мог выучить свою роль. На съёмочной площадке он много импровизировал, озвучка была наложена позднее в студии. В конечном счёте Олтмен остался актёрской работой Хейдена вполне доволен. 

### Сценарий
При написании сценария Ли Брэкетт решила переработать те места в романе, которые ей показались трафаретными. Результат весьма далёк от литературного первоисточника, а действие перенесено из сороковых годов в семидесятые. Вместо фигуры тестя Леннокса в фильме появилась сюжетная линия, связанная с эксцентричным гангстером Огастином. Финал с убийством, решённый Олтменом как оммаж «Третьему человеку», в книге вовсе отсутствует. Самоубийство писателя и инцидент с бутылкой «Кока-колы» (отсылающий к аналогичной сцене в «Сильной жаре» Фрица Ланга) были придуманы самим режиссёром.
Олтмен хотел показать Марлоу как неудачника, который воплощает ценности ушедшей эпохи. Он называл главного героя «Рип ван Марлоу»: словно бы герой фильмов сороковых очнулся от затяжного сна в современной Калифорнии, где никто давно не носит галстуков и костюмов «богартовского» покроя, никто не ходит весь день с сигаретой во рту, никто не разъезжает на винтажных кабриолетах, где все озабочены фитнесом и здоровым образом жизни. В этом смысле он напоминает привратника, который проводит весь день, изображая знаменитостей сороковых годов, хотя, кроме Марлоу, мало кто понимает, кого именно.

## Анализ
«Долгое прощание» принадлежит к обойме натуралистических фильмов Олтмена начала 1970-х, в которых он пересматривает основы классических голливудских жанров. В данном случае объектом критического внимания режиссёра стал фильм-нуар. Мифическая фигура непобедимого частного детектива Марлоу, когда-то внушавшего американцам уверенность в неизбежной победе закона над преступностью, в депрессивных условиях 1970-х (война во Вьетнаме, политические скандалы) сдулась до уровня обескураженного рудимента канувшей в прошлое эпохи:

Этот частный детектив настолько частный, что он, кажется, всё время разговаривает сам с собой, непрестанно комментируя свои действия, как бы стараясь убедить себя в собственном существовании — несмотря на почти полное безразличие окружающего мира ко всему, что он говорит и делает.
— Нью-Йорк Таймс
Создатели фильма подчёркивают зыбкость всего того, что ещё недавно казалось неколебимым, включая дружбу и брак. Марлоу сохраняет присущее ему в книгах благородство, но оно оказывается не востребованным в современных условиях. Сочная, красочная «картинка», созданная оператором Жигмондом, сознательно контрастирует и полемизирует с мрачной кинематографией классических нуаров. Как и в других ранних фильмах Олтмена, камера не раз подолгу застывает на зеркальных поверхностях. Сцена объяснения писателя с женой дана через отражение в стекле, где также видно передвижение Марлоу по пляжу. Это придаёт изображаемому эффект зыбкой неопределённости.

## Прокат и отзывы
Будучи выпущен в ограниченный прокат в Лос-Анджелесе и ряде других крупных городов США, фильм «Долгое прощание» был враждебно встречен прессой. Журнал TIME писал, что это пощёчина всем любителям Филиппа Марлоу и «чёрного» жанра: «любопытно наблюдать, как Олтмен стебется над тем уровнем мастерства, до которого ему еще расти и расти». Робин Вуд нашёл у Олтмена больше сходства с фильмами Антониони, чем Хоукса. Премьера фильма в Нью-Йорке была в последний момент отменена. После пересмотра рекламной стратегии фильм вернулся в кинотеатры и был принят более позитивно. Винсент Кэнби в The New York Times отметил оригинальность замысла и высокий уровень операторского мастерства. Итоги кассовых сборов, впрочем, оказались более чем скромными.
Роджер Эберт впоследствии включил «Долгое прощание» в свой список великих фильмов XX века, а киносправочник Time Out отнёс его к числу лучших фильмов 1970-х. Из отзывов, собранных на сайте Rotten Tomatoes, 94% положительные. 
По мнению Дэйва Кера, этот изобретательный, полный юмора фильм, ставящий под сомнение героизм детектива Марлоу, крепко сколочен, и эта сценарная архитектоника выгодно отличает его от других работ Олтмена.
В 2021 году картина была признана национальным достоянием США, попав в Национальный реестр фильмов Библиотеки Конгресса.